# 奉化芋艿头

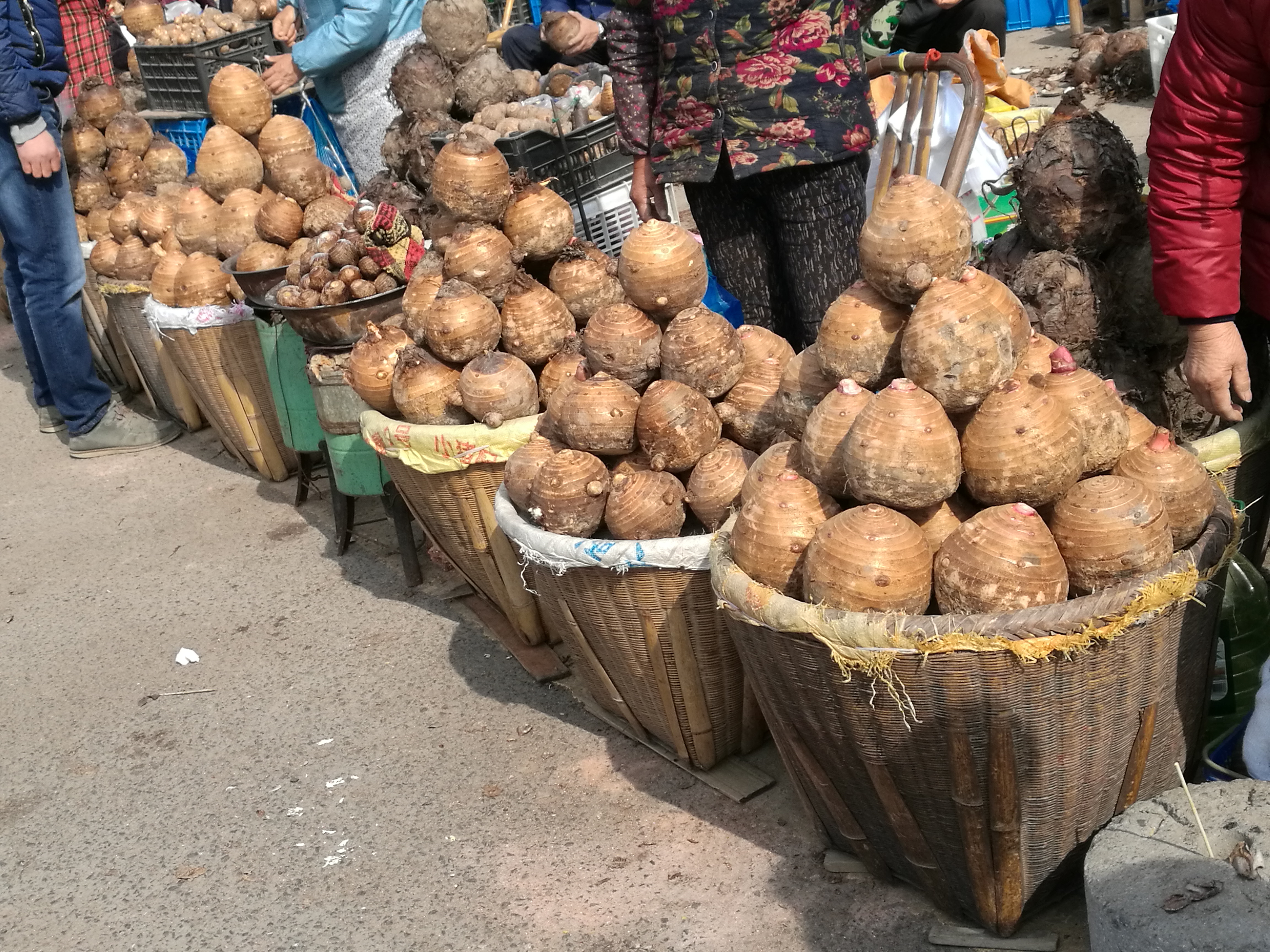
溪口镇沿街叫卖的芋艿头

奉化芋艿头为中国浙江省宁波市奉化区出产的芋艿品种，原产于萧王庙，溪口、尚田等地也有种植:1237。20世纪30年代，奉化芋艿头曾经行销宁波、上海，宁波地区有俗语“走过三关六码头，吃过奉化芋艿头”形容人见多识广。奉化芋艿头也和水蜜桃、千层饼并列为“奉化三宝”。奉化芋艿头为中国地理标志产品。